# روسانو

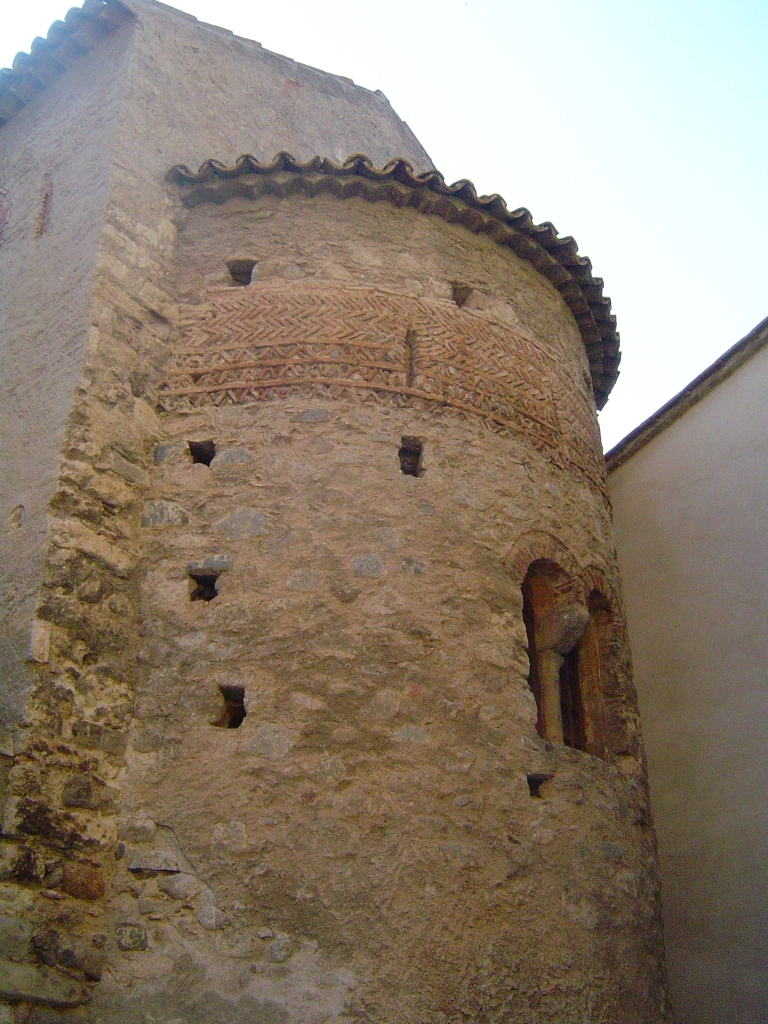
A view of Santa Maria Panaghìa.

رسيانة أو (نقحرة: روسانو) (بالإيطالية: Rossano)‏، هي مدينة إيطالية في مقاطعة كُزنسة بإقليم قلورية جنوبي البلاد. تقع المدينة على ربوة تبعد ميلين عن خليج طارنت وتشتهر بمحاجر الرخام والمرمر. وهي مقر لأسقفية كاثوليكية وبها كاتدرائية وقلعة مشهورتين.

## التاريخ
عرفت المدينة باسم روسكيانوم في عهد الإمبراطورية الرومانية. وفي القرن الثاني الميلادي، بنى الإمبراطور هادريان (أو إعاد بناء) ميناء فيها، يستوعب ما يصل إلى 300 سفينة. ذُكرت المدينة في خط السير الأنطونيوسي باعتبارها واحدة من الحصون المهمة في منطقة كالابريا. لم يتمكن القوط بقيادة ألاريك الأول، ولا بعد ذلك بقرن تحت قيادة توتيلا، من السيطرة عليها.
تغير اسمها إلى روسيانوم في ظل الإمبراطورية البيزنطية. أظهر سكان روسانو ولاءً كبيرًا للبيزنطيين، الذين عينوا عليها حاكمًا عسكريًا (استراتيجوس). من أبرز آثار تلك الفترة مخطوطة أناجيل روسانو [الإنجليزية] المزخرفة من القرن السادس، وهي ذات قيمة تاريخية وفنية كبيرة.
فشلت محاولات الساراكين لغزو روسانو، بينما تمكن الإمبراطور أوتو الثاني من الاستيلاء عليها مؤقتًا من البيزنطيين عام 982. ورغم خضوعها لاحقًا للنورمان، احتفظت المدينة بطابعها اليوناني لفترة طويلة، حيث ظل الطقس اليوناني سائدًا لفترة أطول مقارنة بالطقس اللاتيني.
في وقت لاحق، احتفظت المدينة بامتيازات بارزة تحت حكم هوهنشتاوفن وأنجفين، لكنها بدأت في التدهور بعد نظام الإقطاع عام 1417.
انتقلت ملكية المدينة إلى عائلة سفورتسا، ومن ثم إلى زغمونت الأول العجوز، وفي عام 1558 ضُمّت إلى مملكة نابولي بموجب وصية مشكوك فيها من بونا سفورتسا، ملكة بولندا، لصالح جيوفاني لورينزو باباكودا. كانت المدينة مركزًا ثقافيًا أدبيًا خلال حكم إيزابيلا؛ لكنها تدهورت في ظل الحكم الإسباني.
في عام 1612، باع التاج السيادة لعائلة ألدوبرانديني، وفي عام 1637 انتقلت إلى عائلة بورغيز الذين احتفظوا بها حتى عام 1806. أصبحت المدينة جزءًا من الجمهورية النابولية عام 1799، لكن أوضاعها لم تتحسن بعد توحيد إيطاليا، مما أدى إلى هجرة جزء كبير من سكانها.
كانت روسانو مسقط رأس البابا يوحنا السابع والبابا المعارض يوحنا السادس عشر. كما وُلد فيها بارثولوميو الأصغر ونيلوس الأصغر، مؤسس جروتافيراتا، الذي تعد سيرته مصدرًا قيمًا لمعلومات عن جنوب إيطاليا في القرن العاشر.